# World Matchplay

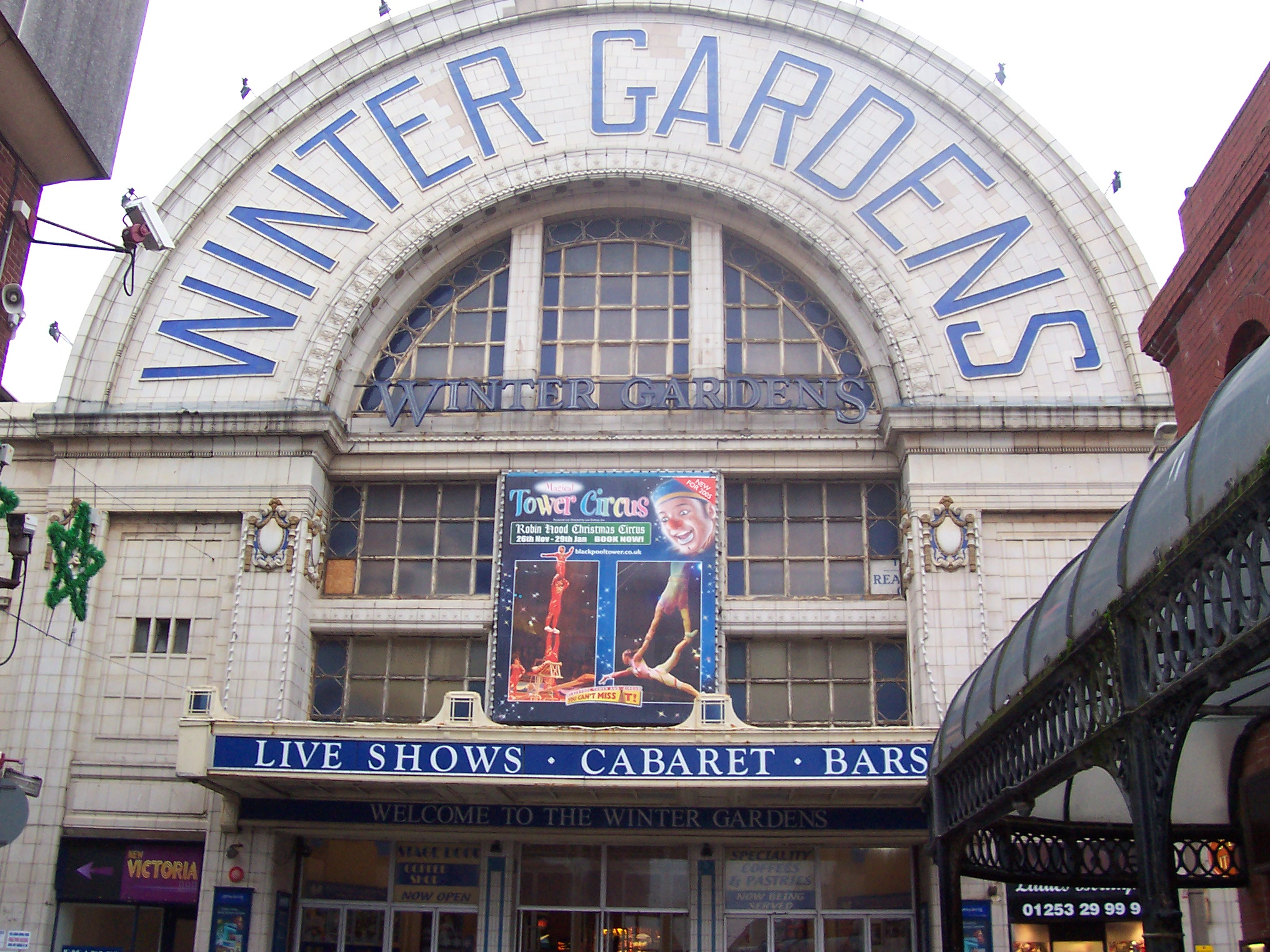
Wejście do budynku, w którym odbywają się zawody (Empress Ballroom w Blackpool), 1994–2019 i od 2021 roku.

World Matchplay – międzynarodowy turniej darta organizowany przez federację Professional Darts Corporation od 1994 roku, wcześniej pod nazwą MFI World Matchplay. Turniej jest sponsorowany przez firmę Betfred od 2019 roku, która stała się firmą najdłużej sponsorującą zawody federacji PDC. Zawody w latach 1994–2019 oraz od 2021 roku rozgrywane są w Winter Gardens w Blackpool. W 2020 r. turniej odbył się w Marshall Arena w Milton Keynes. Pierwszym zwycięzcą turnieju został Amerykanin Larry Butler (wygrał w 1994 roku w finale z Dennisem Priestley 16-12), zaś obecnym mistrzem jest Luke Littler. Zawody są uważane za drugi pod względem wielkości i ważności turniej organizowany przez federację PDC, obok PDC World Darts Championship. W 2008 roku bilety na turniej zostały sprzedane w przeciągu 3 dni. Turniej stał się ostatnim występem Jocky'ego Wilsona w 1995 roku. Wilson dotarł do ćwierćfinału w 1994 roku i w 1. rundzie pokonał Roda Harringtona. Jego pogromcą w 2. rundzie okazał się Nigel Justice.
Aktualnym mistrzem jest Luke Littler, który pokonał w finale Jamesa Wade'a 18-13. Średnia Anglika w trakcie tego meczu wyniosła 107.24.

## Sponsorzy
- 1984–88: MFI
- 1994: Proton Cars
- 1995–97: Websters
- 1998–99: PDC
- 2000–10: Stan James
- 2011: Sky Bet
- 2012: Betfair
- 2013–18: BetVictor
- 2019–present: Betfred

## Rekordy
Najdłuższy mecz w historii

Finały w 2018 roku miały aż 40 legów.

Najdłuższy mecz w pierwszej rundzie

Najdłuższy taki mecz miał miejsce w 2002 roku, kiedy to zmierzyli się Peter Manley i Bob Anderson. Mecz był planowany na 10 legów, zaś trwał 32 (zwyciężył Anderson 17-15). Mecz 2. rundy w 1994 roku planowany na 17 legów trwał 34 (wtedy Jim Watkins pokonał Keitha Dellera 18-16).

Najdłuższa seria wygranych meczów

Phil Taylor wygrał 38 meczów z rzędu w turnieju w latach 2008 - 2015, kiedy to w półfinale pokonał go James Wade. Taylor w historii swoich występów w turnieju przegrał jedynie 8 meczów:
- 1994 Bob Anderson 9-11 (2. runda)
- 1996 Peter Evison 1-8 (2. runda)
- 1998 Ronnie Baxter 10-13 (ćwierćfinał)
- 1999 Peter Manley 14-17 (półfinał)
- 2005 John Part 11-16 (ćwierćfinał)
- 2007 Terry Jenkins 11-17 (półfinał)
- 2015 James Wade 14-17 (półfinał)
- 2016 Michael van Gerwen 10-18 (Finał).

Wygrane do zera (ang. whitewash)
- 1996 Mick Manning 5-0 Garry Haynes
- 1997 Steve Brown 8-0 Sean Downs
- 1997 Phil Taylor 8-0 Gary Mawson
- 1998 Rod Harrington 8-0 Gary Mawson
- 2002 Phil Taylor 10-0 Shayne Burgess
- 2002 John Part 10-0 Mark Walsh
- 2003 Phil Taylor 10-0 Les Fitton
- 2004 John Part 10-0 Colin Monk
- 2004 Ronnie Baxter 10-0 Peter Evison
- 2010 Gary Anderson 10-0 Robert Thornton
- 2011 James Wade 10-0 Jamie Caven
- 2012 Adrian Lewis 10-0 Robert Thornton
- 2014 Adrian Lewis 10-0 Andrew Gilding
- 2016 Michael van Gerwen 10-0 Jamie Caven
- 2019 Ian White 10-0 Joe Cullen

## Finały
| Rok  | Zwycięzca (średnia punktów w finale) | Wynik | 2. miejsce (średnia punktów w finale) | Sponsor     | Pula nagród | Nagroda dla zwycięzcy | Nagroda dla 2. miejsca |
| ---- | ------------------------------------ | ----- | ------------------------------------- | ----------- | ----------- | --------------------- | ---------------------- |
| 1994 | Larry Butler (92,70)                 | 16-12 | Dennis Priestley (91,59)              | Proton Cars | £42 800     | £10 000               | £6 000                 |
| 1995 | Phil Taylor (90,72)                  | 16-11 | Dennis Priestley (87,63)              | Websters    | £42 800     | £10 000               | £6 000                 |
| 1996 | Peter Evison (100,51)                | 16-14 | Dennis Priestley (96,67)              | Websters    | £52 000     | £12 000               | £7 000                 |
| 1997 | Phil Taylor (106,32)                 | 16-11 | Alan Warriner (98,42)                 | Websters    | £48 000     | £12 000               | £6 000                 |
| 1998 | Rod Harrington (95,03)               | 19-17 | Ronnie Baxter (94,07)                 | PDC         | £58 000     | £14 000               | £7 000                 |
| 1999 | Rod Harrington (85,95)               | 19-17 | Peter Manley (86,91)                  | PDC         | £58 000     | £14 000               | £7 000                 |
| 2000 | Phil Taylor (100,32)                 | 18-12 | Alan Warriner (97,14)                 | Stan James  | £58 000     | £14 000               | £7 000                 |
| 2001 | Phil Taylor (99,57)                  | 18-10 | Richie Burnett (90,99)                | Stan James  | £65 000     | £14 000               | £7 000                 |
| 2002 | Phil Taylor (98,76)                  | 18-16 | John Part (94,14)                     | Stan James  | £75 500     | £15 000               | £7 500                 |
| 2003 | Phil Taylor (94,38)                  | 18-12 | Wayne Mardle (97,44)                  | Stan James  | £80 000     | £15 000               | £8 000                 |
| 2004 | Phil Taylor (100,20)                 | 18-8  | Mark Dudbridge (89,24)                | Stan James  | £100 000    | £20 000               | £10 000                |
| 2005 | Colin Lloyd (97,89)                  | 18-12 | John Part (94,53)                     | Stan James  | £120 000    | £25 000               | £12 500                |
| 2006 | Phil Taylor (100,08)                 | 18-11 | James Wade (90,01)                    | Stan James  | £150 000    | £30 000               | £15 000                |
| 2007 | James Wade (96,83)                   | 18-7  | Terry Jenkins (91,62)                 | Stan James  | £200 000    | £50 000               | £20 000                |
| 2008 | Phil Taylor (109,47)                 | 18-9  | James Wade (102,58)                   | Stan James  | £300 000    | £60 000               | £30 000                |
| 2009 | Phil Taylor (106,05)                 | 18-4  | Terry Jenkins (92,32)                 | Stan James  | £400 000    | £100 000              | £50 000                |
| 2010 | Phil Taylor (105,16)                 | 18-12 | Raymond van Barneveld (100,11)        | Stan James  | £400 000    | £100 000              | £50 000                |
| 2011 | Phil Taylor (103,84)                 | 18-8  | James Wade (98,84)                    | Sky Bet     | £400 000    | £100 000              | £50 000                |
| 2012 | Phil Taylor (98,97)                  | 18-15 | James Wade (95,92)                    | Betfair     | £400 000    | £100 000              | £50 000                |
| 2013 | Phil Taylor (111,23)                 | 18-13 | Adrian Lewis (105,92)                 | BetVictor   | £400 000    | £100 000              | £50 000                |
| 2014 | Phil Taylor (107,19)                 | 18-9  | Michael van Gerwen (101,49)           | BetVictor   | £450 000    | £100 000              | £50 000                |
| 2015 | Michael van Gerwen (99,91)           | 18-12 | James Wade (90,37)                    | BetVictor   | £450 000    | £100 000              | £50 000                |
| 2016 | Michael van Gerwen (103,93)          | 18-10 | Phil Taylor (101,13)                  | BetVictor   | £450 000    | £100 000              | £50 000                |
| 2017 | Phil Taylor (104,24)                 | 18-8  | Peter Wright (99,74)                  | BetVictor   | £500 000    | £115 000              | £55 000                |
| 2018 | Gary Anderson (101,12)               | 21-19 | Mensur Suljović (104,43)              | BetVictor   | £500 000    | £115 000              | £55 000                |
| 2019 | Rob Cross (95,16)                    | 18-13 | Michael Smith (95,91)                 | Betfred     | £700 000    | £150 000              | £70 000                |
| 2020 | Dimitri Van den Bergh (98,31)        | 18-10 | Gary Anderson (92,81)                 | Betfred     | £700 000    | £150 000              | £70 000                |
| 2021 | Peter Wright (105,90)                | 18-9  | Dimitri Van den Bergh (100,88)        | Betfred     | £700 000    | £150 000              | £70 000                |
| 2022 | Michael van Gerwen (101,19)          | 18-14 | Gerwyn Price (96,92)                  | Betfred     | £800 000    | £200 000              | £100 000               |
| 2023 | Nathan Aspinall (96,21)              | 18-6  | Jonny Clayton (93,56)                 | Betfred     | £800 000    | £200 000              | £100 000               |
| 2024 | Luke Humphries (100,94)              | 18-15 | Michael van Gerwen (98,74)            | Betfred     | £800 000    | £200 000              | £100 000               |
| 2025 | Luke Littler (107,24)                | 18-13 | James Wade (101,54)                   | Betfred     | £800 000    | £200 000              | £100 000               |

## MFI World Matchplay
W latach 80. XX wieku rozgrywany był turniej MFI World Matchplay będący prototypem World Matchplay.
Finały turnieju:
| Rok  | Zwycięzca (średnia punktów w finale) | Wynik | 2. miejsce (średnia punktów w finale) | Sponsor | Pula nagród | Nagroda dla zwycięzcy | Nagroda dla 2. miejsca |
| ---- | ------------------------------------ | ----- | ------------------------------------- | ------- | ----------- | --------------------- | ---------------------- |
| 1984 | John Lowe                            | 5-3   | Cliff Lazarenko                       | MFI     | £36 000     | £12 000               | £5 000                 |
| 1985 | Eric Bristow                         | 5-4   | Bob Anderson                          | MFI     | £41 000     | £15 000               | £6 000                 |
| 1986 | Peter Evison                         | 5-1   | Jocky Wilson                          | MFI     | £41 000     | £15 000               | £6 000                 |
| 1987 | Bob Anderson                         | 5-1   | John Lowe                             | MFI     | £47 400     | £18 000               | £7 000                 |
| 1988 | Eric Bristow (92,91)                 | 5-1   | Bob Sinnaeve (88,38)                  | MFI     | £52 000     | £21 000               | £7 500                 |